# Léopold Gomez
Pour les articles homonymes, voir Gomez.
Léopold Gomez (né le 2 novembre 1895 à Sidi Bel Abbès en Algérie et mort le 15 février 1984 à Lorient) est un scénariste et producteur français de cinéma.

## Biographie
Scénariste et producteur, il a été directeur général de la Société africaine cinématographique (SAC).

## Filmographie
- 1935 : Bourrasque
- 1936 : Les Gaietés du palace de Walter Kapps
- 1937 : Pantins d'amour (scénario et dialogues)
- 1939 : Cas de conscience (scénario et dialogues)
- 1947 : La Dernière Chevauchée (scénario et dialogues)
- 1948 : Le Dolmen tragique
- 1950 : La Danseuse de Marrakech
- 1951 : Le Clochard milliardaire